# Nouria Mérah-Benida
Nouria Mérah-Benida (ur. 19 października 1970 w Algierze) – algierska lekkoatletka, specjalizująca się w biegach średniodystansowych, dwukrotna uczestniczka igrzysk olimpijskich w latach 1996 i 2000, złota medalistka olimpijska z 2000 z Sydney, w biegu na 1500 metrów.

## Finały olimpijskie
- 2000 – Sydney, bieg na 1500 m – złoty medal

## Inne osiągnięcia
- wielokrotna mistrzyni Algierii[1]:
  - w biegu na 100 m – 1992
  - w biegu na 200 m – 1992, 1994
  - w biegu na 400 m – 1991, 1992, 1994, 1995
  - w biegu na 800 m – 1995, 2000, 2001, 2003, 2006
  - w biegu na 110 m ppł – 1993
  - w biegach przełajowych (na krótkim dystansie) – 2000, 2003
- 1997 – Bari, igrzyska śródziemnomorskie – złoty medal w biegu na 1500 m
- 1999 – Johannesburg, igrzyska afrykańskie – dwa srebrne medale, w biegach na 800 m i 1500 m[2]
- 2000 – Algier, mistrzostwa Afryki – dwa medale, złoty w biegu na 1500 m oraz srebrny w biegu na 800 m
- 2000 – Doha, finał Grand Prix IAAF – III miejsce w biegu na 1500 m
- 2006 – Bambous, mistrzostwa Afryki – dwa medale, złoty w biegu na 1500 m oraz brązowy w biegu na 800 m
- 2007 – Aubière, mistrzostwa Francji – złoty medal na 1500 metrów[3]

## Rekordy życiowe
- bieg na 400 m – 54,1 – Annaba 13/07/1995
- bieg na 800 m – 1:59,49 – Arnhem 10/07/1999
- bieg na 1000 m – 2:34,60 – Nicea 17/07/1999 (rekord Algierii)
- bieg na 1500 m – 3:59,12 – Monako 18/08/2000
- bieg na 3000 m – 9:01,20 – Kerkrade 03/06/2000
- bieg na 800 m (hala) – 2:00,75 – Dortmund 13/02/1999
- bieg na 1000 m (hala) – 2:39,26 – Stuttgart 07/02/1999
- bieg na 1500 m (hala) – 4:07,94 – Chemnitz 18/02/2000 (rekord Algierii)
- bieg na milę (hala) – 4:28,90 – Stuttgart 06/02/2000
- bieg na 2000 m (hala) – 5:46,67 – Liévin 13/02/2000
- bieg na 3000 m (hala) – 9:08,77 – Gandawa 26/02/2006